# Istigobius diadema
Istigobius diadema är en fiskart som först beskrevs av Steindachner, 1876.  Istigobius diadema ingår i släktet Istigobius och familjen smörbultsfiskar. Inga underarter finns listade i Catalogue of Life.